# 傅全香
傅全香（1923年8月3日—2017年10月24日），原名孙泉香，浙江嵊县人，中国越剧女演员，一级演员，为越剧十姐妹之一。

## 生平

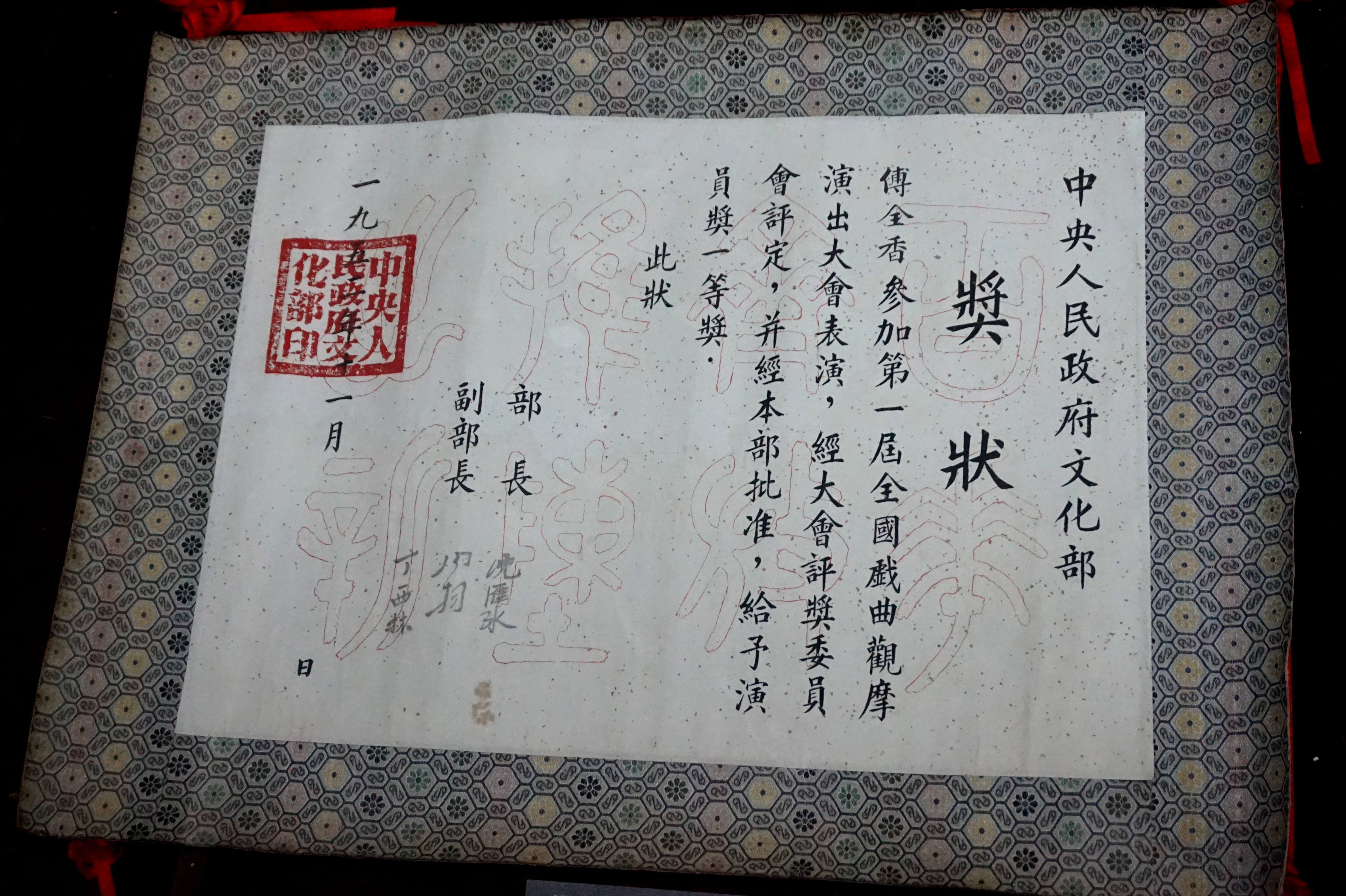
傅全香1952年第一届全国戏曲观摩演出大会一等奖奖状。嵊州越剧博物馆藏。

1923年8月3日，生于浙江省嵊县后庄村。1933年从艺。1947年，与范瑞娟合作成立东山越艺社。1948年参加芳华剧团，与尹桂芳联袂演出。1951年8月1日，参加华东越剧实验剧团。
2017年4月，获第27届上海白玉兰戏剧表演艺术奖终身成就奖。
2017年10月24日于上海病逝，享年94岁。

## 艺术成就
傅全香擅长越剧花旦，唱腔优美，被誉为“越剧花腔女高音”。其唱腔被称作“傅派”。学生有何英、颜恝、陈飞、陈艺、陈颖、陈岚、胡佩娣等。
主要代表作有《梁山伯与祝英台》中的祝英台，《情探》中的敫桂英，《孔雀东南飞》中的刘兰芝，《李娃传》中的李亚仙等。

## 作品列表
- 《梁山伯与祝英台》饰演祝英台
- 《情探》饰演敫桂英
- 《杜十娘》饰演杜十娘
- 《李娃传》饰演李亚
- 《劈山救母》饰演华山圣母
- 《孔雀东南飞》饰演刘兰芝
- 《江姐》饰演江姐
- 《人比黄花瘦》饰演李清照

## 资料来源
1. ↑  . 新浪新闻. 2017-10-24  [2017-10-24]. （原始内容存档于2017-10-25）.
2. ↑  .   [2009-04-10]. （原始内容存档于2005-01-18）.